# La Selle-en-Hermoy
La Selle-en-Hermoy é uma comuna francesa na região administrativa do Centro-Vale do Loire, no departamento Loiret. Estende-se por uma área de 19,81 km². Em 2010 a comuna tinha 808 habitantes (densidade: 40,8 hab./km²).